# 永興 (孝武帝)
永興（えいこう）は、南北朝時代の北魏において、孝武帝の治世に使用された元号である。532年12月。
北魏では明元帝の時代にも永興が使用されており、同一王朝で重複した年号を使用した例である。

## 西暦・干支との対照表
| 永興 | 元年  |
| 西暦 | 532年 |
| 干支 | 壬子  |